# Билін
Билін (пол. Bylin, нім. Bienau) — село в Польщі, у гміні Клещево Познанського повіту Великопольського воєводства.
Населення — 84 особи (2011).
У 1975-1998 роках село належало до Познанського воєводства.

## Демографія
Демографічна структура станом на 31 березня 2011 року:
|          | Загалом | Допрацездатний вік | Працездатний вік | Постпрацездатний вік |
| -------- | ------- | ------------------ | ---------------- | -------------------- |
| Чоловіки | 43      | 19                 | 18               | 6                    |
| Жінки    | 41      | 6                  | 26               | 9                    |
| Разом    | 84      | 25                 | 44               | 15                   |